# Hugh Everett
Hugh Everett III (ur. 11 listopada 1930, zm. 19 lipca 1982) – amerykański fizyk, który opracował kwantową teorię wielu światów. Porzucił fizykę tuż po obronie pracy doktorskiej, gdy jego teorie zostały przyjęte niezbyt przychylnie przez środowisko naukowe. Sformułował uogólnioną metodę mnożnika Lagrange'a, znaną również jako algorytm Everetta. Pracował dla wojska jako analityk ds. systemów obrony, przetwarzania danych. Jedną ze swoich teorii wykorzystał do analizy zmian cen na giełdzie. Ożenił się z Nancy Gore. Mieli dwójkę dzieci: Marka Olivera Everetta i Elizabeth Everett.

## Życiorys
Everett urodził się w Maryland i dorastał w Waszyngtonie. Po II wojnie światowej, w 1949 gdy ojciec Everetta stacjonował w Niemczech Zachodnich, Hugh odwiedził Lipsk w Niemczech Wschodnich. W 1953 ukończył The Catholic University of America z inżynierii chemicznej i wtedy otrzymał stypendium National Science Foundation, które pozwoliło mu wstąpić na Uniwersytet Princeton. Początkowo w Princeton na Wydziale Matematyki pracował nad teorią gier, jednak powoli skłaniał się w stronę fizyki. W 1953 zaczął uczęszczać na wykłady z fizyki, w tym z mechaniki kwantowej.
Z początkiem 1954 na drugim semestrze w Princeton, przeszedł na Wydział Fizyki. Studiował Methods of Mathematical Physics pod kierunkiem Eugene'a Wignera. Zdał egzaminy wiosną 1955 i zdobył tytuł magistra (master degree). Wtedy rozpoczął pracę nad rozprawą doktorską, która sprawiła, że stał się sławny. Jego opiekunem naukowym był John Archibald Wheeler. W styczniu 1956 oddał pracę pod tytułem Teoria uniwersalnej funkcji falowej (The Theory of the Universal Wave Function). Praca wywołała ostrą krytykę w gronie znanych fizyków, głównie z powodu interpretacji mechaniki kwantowej. Z tego powodu został zmuszony skrócić tekst pracy doktorskiej. W kwietniu 1957 komisja przyjęła jego skróconą pracę, a w czerwcu ukazał się artykuł Sformułowanie mechaniki kwantowej w terminach stanów względnych (będący streszczeniem jego pracy) w piśmie "Reviews of Modern Physics" Vol 29 #3 454-462, (czerwiec 1957), wraz z przychylną recenzją Wheelera. W świecie fizyki była to jedynie drobna notatka.
W międzyczasie w czerwcu 1956 by uniknąć powołania do wojska podjął pracę badawczą w Pentagonie w nowo formowanej Grupie Oceniającej Systemy Broni (Weapons Systems Evaluation Group (WSEG)), pracującej na zlecenie Institute for Defense Analyses. Niebawem został wysłany do Sandia National Laboratories, by zdobyć wiedzę o broni nuklearnej i stał się fanem modelowania komputerowego. W listopadzie 1956 został dyrektorem działu matematyki w WSEG. W tym samym czasie ożenił się z Nancy Gore. By bronić pracę doktorską przerwał pracę w WSEG i wrócił do Princeton. Po powrocie do WSEG kontynuował badania, wiele z nich zostało utajnionych, m.in. nad projektem pocisków typu Minuteman, doradzał administracji prezydenta w sprawie użycia broni nuklearnej, pracował nad efektami opadu radioaktywnego w przypadku wojny nuklearnej.
W lipcu 1957 urodziła się jego córka Elizabeth.
Na przełomie marca i kwietnia 1959, na prośbę Wheelera, Everett spotkał się w Kopenhadze z Nielsem Bohrem, niekwestionowanym "ojcem mechaniki kwantowej". Bohr nie zmienił zdania i nie potraktował idei wielu światów Everetta poważnie. Everett zrezygnował wtedy z mechaniki kwantowej, a podczas pobytu w hotelu "Osterport" sformułował uogólnioną metodę mnożnika Lagrange'a, pomocną przy rozwiązywaniu złożonych zagadnień logistycznych.
W kwietniu 1963 urodził się jego syn Mark.
W 1964 wraz przyjacielem założył firmę Lambda Corporation, która zajęła się modelowaniem komputerowym dla wojska. W tym okresie rozwijał teorię Bayesa, stosował ją m.in. do modelowania trajektorii pocisków balistycznych.
W 1973 Everett opuścił firmę Lambda i założył DBS Corporation z siedzibą w Arlington w Wirginii. Firma zajęła się przetwarzaniem danych i analizami statystycznymi. Wspólnie z przyjaciółmi założył również firmę Monowave Corporation.
W 1970 roku znany fizyk Bryce DeWitt napisał artykuł dla "Physics Today" na temat teorii Everetta stanów względnych. W 1973 roku za sprawą książki Bryce DeWitta The Many Worlds Interpretation of Quantum Mechanics (Interpretacja mechaniki kwantowej w teorii wielu światów) po raz pierwszy zostaje opublikowana w całości praca doktorska Everetta. a w grudniu 1976 roku pismo fantastycznonaukowe "Analog" użyło pojęcia "wielu światów". W 1977 został zaproszony przez DeWitta i Wheelera na University of Texas w Austin, by wygłosić odczyt na temat swojej teorii. Po tym spotkaniu Wheeler próbował namówić Everetta, by powrócił do kariery fizyka. Jednak nic z tego nie wyszło.
Everett zmarł nagle w domu 19 lipca 1982 na zawał serca w wieku zaledwie 51 lat. Nałogowe palenie papierosów i nadużywanie alkoholu były głównymi przyczynami jego przedwczesnej śmierci. Mimo że wierzył w nieśmiertelność kwantową, to był zagorzałym ateistą i pragnął, by po śmierci jego prochy rozrzucić. Jego żona tuż po kremacji tak też uczyniła.
Jedna z jego firm Monowave Corporation istnieje wciąż do chwili obecnej (ma siedzibę w Seattle) i jest prowadzona przez jedną ze współzałożycieli Elaine Tsiang.
Córka Everetta, Elizabeth, cierpiąca na schizofrenię, w 1996 popełnia samobójstwo przedawkowując leki nasenne. W 1998 zmarła na raka jego żona Nancy. Syn Mark Oliver Everett, znany jako "E", jest liderem zespołu rockowego Eels. Jeden z jego albumów Electro-Shock Blues jest właśnie poświęcony rodzinnej tragedii. Mark dowiedział się o karierze ojca w kilkanaście lat po jego śmierci.